# Rodez Aveyron Football
O Rodez Aveyron Football é um clube de futebol com sede em Rodez, França. A equipe compete no Championnat de France Amateur.

## História
O clube foi fundado em 1929. Na temporada 2018/2019 conquistou seu primeiro título de expressão, o Championnat National, equivalente à terceira divisão nacional.

## Títulos
- Championnat National (2018/2019)